# Funkmesswagen (Fernmeldewesen)

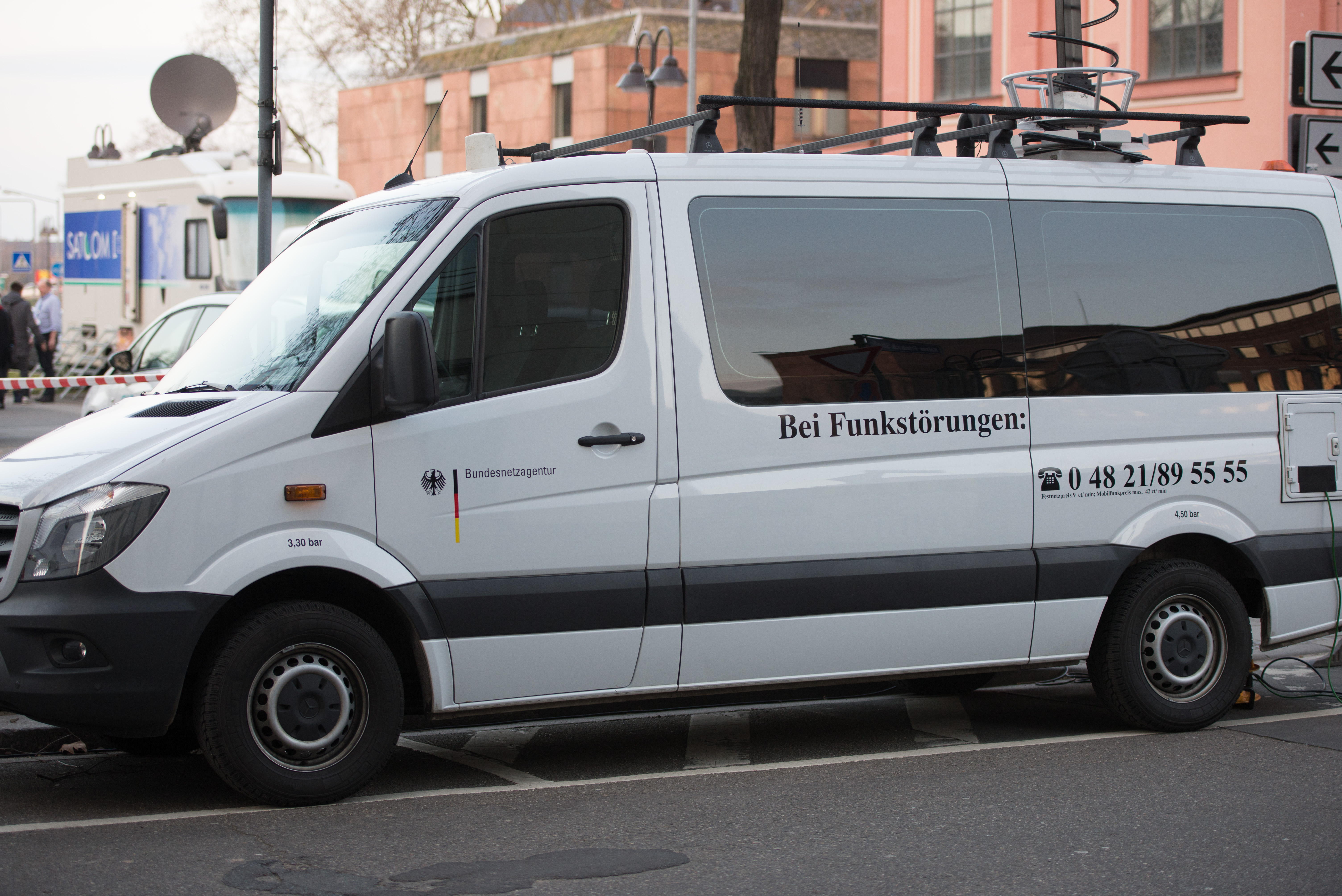
Funkmesswagen der Bundesnetzagentur, 2016

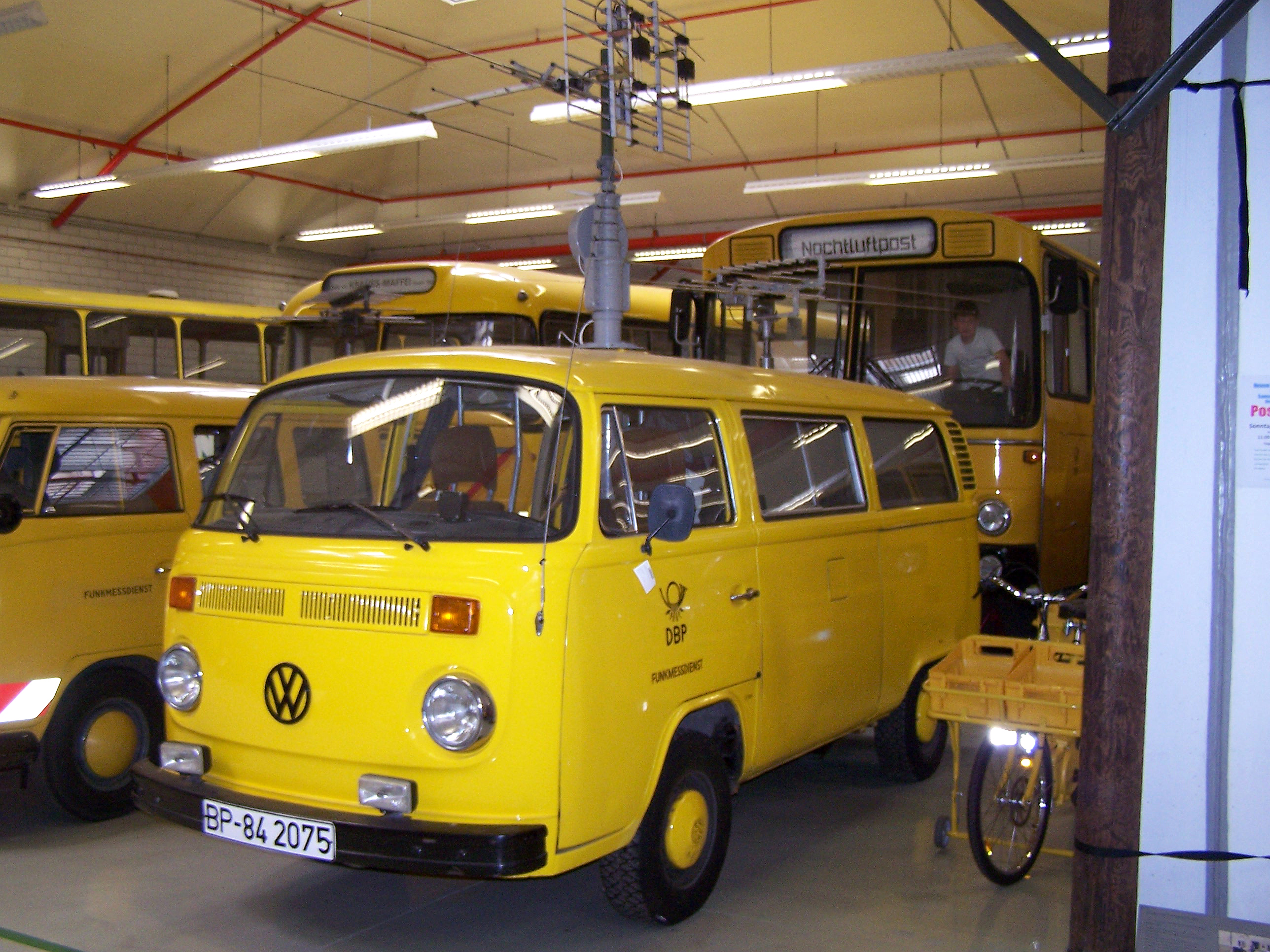
VW T2 der Deutschen Bundespost als Funkmesswagen im Museumsdepot des Museums für Kommunikation in Heusenstamm

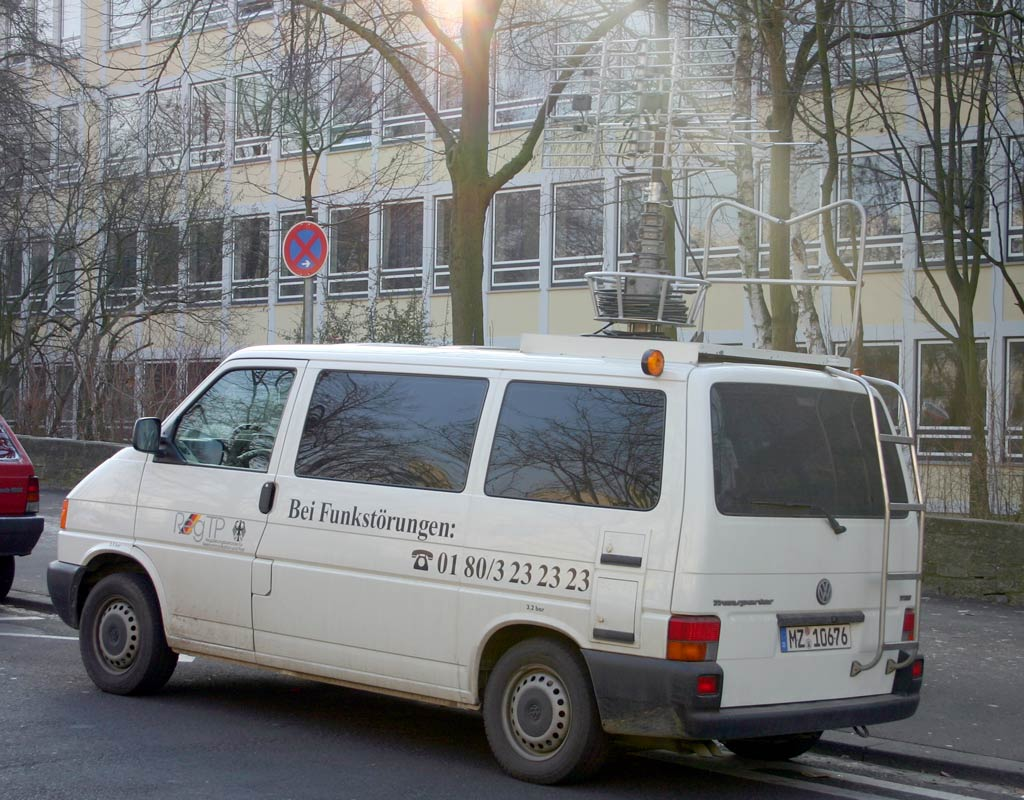
Messwagen der BNetzA, 2004 unter dem Namen RegTP

Ein Funkmesswagen (landläufig auch Peilwagen genannt) ist ein Kraftfahrzeug mit Messgeräten und Empfängern sowie drehbaren Antennen.

## Fahrzeuge von Fernmelde- und Sicherheitsbehörden
Die deutsche Bundesnetzagentur verwendet meist Mercedes Sprinter mit drehbarem Teleskopmast sowie Messempfänger im Frequenzbereich von 9 kHz bis 7 GHz zum Auffinden von Störungen.
Polizeiliche Dienste setzen zur Ortung oder Überwachung von Aussendungen in der Regel unauffällige Familienwagen wie etwa Kombis ein. Die Antennen werden dann in Skikoffern oder anderen unscheinbaren Dachkonstruktionen untergebracht. Verräterisch sind dabei nur die unvermeidbaren Kabel ins Wageninnere. Es können auch IMSI-Catcher eingesetzt werden. In der Umgebung vorhandene Mobiltelefone melden sich wegen der größeren Feldstärke an dem Gerät an und werden von diesem an den nächsten normalen Umsetzer übergeben. Im Fahrzeug können dann die Gespräche aufgezeichnet und ausgewertet werden.

## Trivia
- Eine „Hauptrolle“ spielt ein Peilwagen der Deutschen Bundespost in der Filmkomödie Piratensender Powerplay von 1981.
- Auch in dem von der Deutschen Bundespost Telekom 1992 in Auftrag gegebenen Computerspiel Das Telekommando spielt ein Peilgerät eine Rolle, um einen Störsender ausfindig zu machen.
- Lange kursierte die Legende, dass Messwagen auch im Auftrag der GEZ „Schwarzseher“ aufspüren würden. Dies war aber nie der Fall und wäre technisch auch gar nicht möglich.[1]